# 레전드히어로 삼국전
《레전드히어로 삼국전》은 2016년 3월 2일부터 2016년 8월 18일까지 한국에서 방영된 삼국지가 모티브인 한국, 중국 합작 특촬물 드라마이다. 기획과 영상 제작은 한국, 완구제작은 중국이 맡았다.

## 출연진
- 유비 - 이랑
- 공손찬 - 최배영
- 조조 - 김산
- 손책 - 임승준
- 손권 - 남우현[1]
- 서서 - 한가림
- 사마의 - 정준화
- 주유 - 정다솔
- 제갈량 - 김선웅
- 미축 - 이현동
- 노식 - 박노식
- 손상향 - 레이
- 초선 - 구은혜
- 장각 - 이동재

### 목소리 출연
- 관우, 양봉 - 김기흥
- 장비, 황개, 서황 - 소정환
- 조운, 번조, 우길 - 신용우
- 하후돈, 여포 - 김영찬
- 하후연, 마초, 화타, 화웅, 반봉, 왕랑, 허저 - 홍범기
- 태사자, 왕광, 장개 - 김명준
- 감녕, 황충, 기령 - 현경수
- 안량/문추, 마더 컴퓨터, 장료 - 정혜원, 최하나(MBC판)
- 기타 (49화)
  - 도시락 - 김보영, 김현심, 이소은, 김현지, 안영미, 정혜원, 김새해, 장예나, 조경이, 김은아, 이지현, 정혜옥, 정유미, 서지연, 양정화, 이현진, 최준영, 여민정
  - 에코 - 이지현
  - 야곰 - 홍소영
  - 짜박 - 정혜원
  - 봉고 - 엄상현

### 게스트
- 하진 - 오화열
- 관원 1 - 허욱진
- 관원 2 - 이정현
- 쌍라이트 형제 - 원태산, 이제용
- 꺼벙이/한복 - 한지용
- 키다리 - 김기주
- 뚱이 - 정건
- 유비 (어린 시절) - 김겸
- 공손찬 (어린 시절) - 박지소
- 이각 - 김진형
- 곽사 - 고보람
- 동탁 - 서울
- 왕윤 - 한창현
- 조조 (어린 시절) - 조용진
- 도겸 - 김정길
- 장로 - 노시용
- 오부인 - 윤부진
- 원소(리나) - 방수진(와썹)
- 리나 매니저 - 이예림
- 마더 컴퓨터 - 정설희
- 유기 - 윤채성
- 유표 - 성민수
- 유기 (어린 시절) - 이병준[2]
- 유장 - 민성
- 유장 (어린 시절) - 박건
- 마리 - 김은혜
- 원술 - 원승률
- 엄백호 - 이광진
- 엄백호 아빠 - 김경민
- 엄백호 엄마 - 김서경
- 서황 - 김우진
- 허저 - 미석

## 레전드히어로 삼국전의 등장 메카
레전드히어로 삼국전의 등장 메카로는 유비, 조조(태오), 손책, 기타 머신, 레전드 기어의 메카가 주로 등장한다.

### 유비측의 메카
- 드래곤 캐논

- 터틀 쇼벨

- 유니콘 레이서

- 아울 레이저

- 라이온 런쳐

- 매직 윙

### 조조(태오)측의 메카
- 피닉스 쵸퍼

- 피닉스 제트

### 손책측의 메카
- 타이거 탱크

- 크로커 호버

- 샤크 다이버

### 기타 머신 메카
- 옥스 불도저

- 플라이 키토

- 베어 리모

- 나이트메어 포뮬러

- 배트 스텔스

- 피콕 캐리어

- 버터플라이 셔틀

- 스컹크 블레이저

- 카멜레온 믹서

### 레전드 기어
- 트레일러

- 에어로

- 크루저

- 디스트로이어

- 익스프레스

- 자이로

### 레전드히어로 삼국전의 합체 로봇들
전투도중에 전세가 불리해지면 기갑일체를 실행한다. 합체시엔 레전드 컴바인을 외치며 거대로봇으로 합체한다.

### 유비 측의 합체 로봇
- 레전드킹 드래곤

- 레전드킹 터틀

- 레전드킹 유니콘

- 레전드킹 아울

- 레전드킹 라이온

- 레전드킹 듀얼:(드래곤 폼과 터틀 폼이 있다.)

- 레전드킹 트리니티:(드래곤 폼, 터틀 폼, 유니콘 폼이 있다.

- 레전드킹 마제스티

### 조조(태오) 측의 합체 로봇
- 레전드킹 피닉스 컴플리트 폼

- 레전드킹 피닉스 쵸퍼

- 레전드킹 피닉스 제트

### 손책 측 메카
- 레전드킹 타이거

- 레전드킹 샤크

- 레전드킹 크로커

- 레전드킹 마린:(타이거 폼, 샤크 폼, 크로커 폼이 있다.)

### 유비, 조조(태오), 손책의 최종합체 로봇
- 레전드킹 이터너티 (얼티밋 합체)

### 악역 군주 측 합체 로봇
- 레전드킹 옥스

- 레전드킹 터틀

- 레전드킹 플라이키토

- 레전드킹 베어

- 레전드킹 피콕

- 레전드킹 버터플라이

- 레전드킹 카멜레온
레전드킹 데스론(사마의)

### 그외 조연 군주 측 합체 로봇
- 레전드킹 나이트메어

- 레전드킹 배트

- 레전드킹 아울

- 레전드킹 라이온

- 레전드킹 스컹크

## 방영 목록
| 회차 | 부제                       | 본 방송일       | 특이 사항                                                                                           |
| ---- | -------------------------- | --------------- | --------------------------------------------------------------------------------------------------- |
| 1화  | 탄생! 레전드 히어로        | 2016년 3월 2일  | 관우 영웅패 첫 등장. 서서, 공손찬, 유비 첫 등장.                                                    |
| 2화  | 군신일체! 유비와 관우      | 2016년 3월 3일  | 레전드 히어로 관우 출전. 관우 영웅패 유비와 군신 계약. 레전드킹 드래곤 첫 합체                      |
| 3화  | 천하무적 장비패            | 2016년 3월 9일  | 미축, 장비 영웅패 첫 등장.                                                                          |
| 4화  | 무장의 꿈, 도원결의        | 2016년 3월 10일 | 장비 영웅패, 유비와 군신 계약.                                                                      |
| 5화  | 진정한 후계자              | 2016년 3월 16일 | 공손찬, 조운 영웅패와 군신 계약. 레전드킹 터틀 첫 등장.                                             |
| 6화  | 진짜 꿈을 찾아라           | 2016년 3월 17일 | |
| 7화  | 이심전심 영혼의 로커들     | 2016년 3월 23일 | |
| 8화  | 무아지경 음악배틀          | 2016년 3월 24일 | 레전드킹 트리니티 첫 등장.                                                                          |
| 9화  | 곰돌이 패밀리의 야심       | 2016년 3월 30일 | |
| 10화 | 최강의 히어로, 여포        | 2016년 3월 31일 | |
| 11화 | 곰돌이 패밀리의 역습       | 2016년 4월 6일  | |
| 12화 | 탄생! 붉은 빛의 히어로     | 2016년 4월 7일  | 조조 첫 등장. 하후돈, 하후연 영웅패 첫 등장. 하후돈, 하후연 영웅패, 조조와 군신 계약                |
| 13화 | 희망의 드림 배틀           | 2016년 4월 13일 | |
| 14화 | 박쥐의 선택                | 2016년 4월 14일 | |
| 15화 | 깃털의 최면술사, 장로(상)  | 2016년 4월 20일 | 레전드킹 쵸퍼, 레전드킹 핸즈 첫 합체                                                                |
| 16화 | 깃털의 최면술사, 장로(하)  | 2016년 4월 21일 | |
| 17화 | 강동의 호랑이, 손책        | 2016년 4월 27일 | 손책 첫 등장. 태사자, 황개, 감녕 첫 등장. 태사자 황개, 감녕, 손책과 군신계약, 유비, 조운과 군신계약 |
| 18화 | 용호상박! 도원관 대 강동관 | 2016년 4월 28일 | 손권 첫 등장. 레전드킹 라이온폼 첫 등장.                                                            |
| 19화 | 보디가드 대소동            | 2016년 5월 4일  | |
| 20화 | 무한질주, 나비의 꿈        | 2016년 5월 5일  | |
| 21화 | 레인보우 이벤트            | 2016년 5월 11일 | |
| 22화 | 신선이 필요해              | 2016년 5월 12일 | |
| 23화 | 명탐정 유비                | 2016년 5월 18일 | |
| 24화 | 폭죽은 추억을 타고         | 2016년 5월 19일 | |
| 25화 | 복수의 화신, 동탁          | 2016년 5월 25일 | |
| 26화 | 삼고초려, 제갈량을 얻어라  | 2016년 5월 26일 | 황충, 유비와 군신 계약. 서서 퇴장                                                                   |
| 27화 | 꿈에 그리던 형             | 2016년 6월 1일  | 사마의, 제갈량 첫 등장. 마초, 유비와 군신 계약                                                      |
| 28화 | 천하무쌍 제갈량            | 2016년 6월 2일  | |
| 29화 | 강동의 스파이              | 2016년 6월 8일  | 주유 첫 등장.                                                                                       |
| 30화 | 돌아온 나비                | 2016년 6월 9일  | 레전드킹 마제스티 첫 합체                                                                           |
| 31화 | 나비, 날아오르다           | 2016년 6월 15일 | |
| 32화 | 소원을 들어드립니다        | 2016년 6월 16일 | 레전드킹 피닉스 첫 합체                                                                             |
| 33화 | 분출! 스컹크의 사랑        | 2016년 6월 22일 | |
| 34화 | 비룡권의 위기              | 2016년 6월 23일 | 레전드킹 마린 첫 합체                                                                               |
| 35화 | 옥새 강림! 최후의 승자     | 2016년 6월 29일 | |
| 36화 | 판타스틱 드림 배틀         | 2016년 6월 30일 | 레전드킹 이터너티 첫 합체                                                                           |
| 37화 | 천하무적 꼬마 군주(상)     | 2016년 7월 6일  | |
| 38화 | 천하무적 꼬마 군주(하)     | 2016년 7월 7일  | |
| 39화 | 종결! 드림 배틀            | 2016년 7월 13일 | |
| 40화 | 멈출 수 없는 군신의 정     | 2016년 7월 14일 | |
| 41화 | 최강의 흑군주              | 2016년 7월 20일 | |
| 42화 | 황금패의 주인              | 2016년 7월 21일 | 드래곤패 첫 등장.                                                                                   |
| 43화 | 조조의 선택                | 2016년 7월 27일 | 장각 퇴장.                                                                                          |
| 44화 | 역습! 새로운 흑군주        | 2016년 7월 28일 | |
| 45화 | 포효하라, 강동의 호랑이    | 2016년 8월 3일  | |
| 46화 | 예측불허, 강동의 호랑이    | 2016년 8월 4일  | |
| 47화 | 적벽대전                   | 2016년 8월 10일 | |
| 48화 | 대군주 강림                | 2016년 8월 11일 | |
| 49화 | 출사표                     | 2016년 8월 17일 | 제갈량 퇴장.                                                                                        |
| 50화 | 결전! 레전드히어로         | 2016년 8월 18일 | 사마의, 주유 퇴장. 제갈량 복귀, 레전드히어로 삼국전 본편 종료.                                      |

## 음악
여는 노래 - "Fight"
가수: 고귀한
닫는 노래 - "Yes, I'm ready to fight"
가수: 고귀한

## 같이 보기
- 삼국지